# Olene S. Walker
Olene Smith Walker (Ogden, Utah, 15 de novembre de 1930 - Salt Lake City, 28 de novembre de 2015) va ser una política estatunidenca, 15a governadora de Utah nomenada el 5 de novembre de 2003. Va ser la primera i única governadora de Utah fins avui.
El fons polític de Walker inclou vuit anys en la legislatura estatal incloent-hi com a terme Majority Whip. Va fundar la Fundació d'Educació de Salt Lake City i va servir com la seva directora de la Divisió de Utah de Desenvolupament de la Comunitat. Ha presidit la comissió del Governador d'Atenció a la Infància i la Conferència Nacional de Tinents Governadors.

## Governadora
Va assumir l'ofici de Governador de l'Estat de Utah després que l'exgovernador, Mike Leavitt, renunciés al seu ofici per servir com a administrador de l'Agència de Protecció Mediambiental (EPA). Walker va servir com a governadora fins al final de la legislatura de Leavitt el 3 de gener de 2005. Poc després va esdevenir governadora, selecció a l'exrepresentant estatal Gayle McKeachnie per ser tinent governador. Va ser la primera dona governadora a prendre jurament per la Cap de la Cort Suprema de l'Estat (de Utah), Christine M. Durham.